# Хирів-Посада
Хи́рів-Поса́да — пасажирський залізничний зупинний пункт Львівської дирекції Львівської залізниці.
Розташований у місті Хирів (на півночі міста, поруч завод «Агротехніка») Старосамбірський район, Львівської області на лінії Нижанковичі — Хирів між станціями Хирів (7 км) та Добромиль (8 км).
Станом на травень 2019 року щодня одна пара дизель-потягів прямує за напрямком Самбір — Нижанковичі.